# Aulis Reinikka
Aulis Reinikka (Aulis Aleksanteri Reinikka; * 21. Oktober 1915 in Kurikka; † 4. März 1998 ebd.) war ein finnischer Zehnkämpfer und Stabhochspringer. 
Bei den Olympischen Spielen 1936 in Berlin wurde er Elfter im Zehnkampf und schied im Stabhochsprung in der Qualifikation aus.
1938 wurde er bei den Leichtathletik-Europameisterschaften in Paris Sechster im Stabhochsprung.
Sein Bruder Ilmari Reinikka war als Hochspringer erfolgreich.

## Persönliche Bestleistungen
- Stabhochsprung: 4,06 m, 1938
- Zehnkampf: 6755 Punkte, 8. August 1936, Berlin